# 马丁·福勒
马丁·福勒（英語：Martin Fowler，1963年—），生于英國英格兰沃爾索爾，軟體工程師，也是一个软件开发方面的著作者和国际知名演说家，专注于面向对象分析与设计，统一建模语言，领域建模，以及敏捷软件开发方法，包括极限编程。

## 生平
马丁·福勒出生于英格兰沃尔索耳，在伦敦居住十年之后于1994年移居美国，居住在马萨诸塞州波士顿附近，梅尔萝丝市郊区。曾在玛丽女王文理学校接受中等教育。
马丁·福勒80年代初期开始从事软件工作，已写就五本软件开发方面的书籍（参见“主要著作”）。2000年3月，他成为ThoughtWorks（一个系统集成和顾问公司）的首席科学家。
福勒是敏捷联盟的成员，于2001年，同其他16名合著者一起协助创作了“敏捷软件开发宣言”。他负责维护一个bliki网站---一种blog和wiki的混合衍生物，他还使控制反转(Inversion of Control)之一的“依赖注入模式(Dependency Injection)”一词得到普及。

## 主要著作
- 马丁·福勒. . Addison-Wesley. ISBN 0-201-89542-0.
- 马丁·福勒; Kent Beck. . Addison-Wesley. 2001. ISBN 0-201-71091-9.
- 马丁·福勒. . Addison-Wesley. 2004. ISBN 0-321-19368-7.
- 马丁·福勒; Kent Beck,John Brant,William Opdyke,and Don Roberts. . Addison-Wesley. 1999. ISBN 0-201-48567-2.
- 马丁·福勒; David Rice,Matthew Foemmel,Edward Hieatt,Robert Mee,以及Randy Stafford. . Addison-Wesley. 2003. ISBN 0-321-12742-0. 2003年Jolt生产力大奖.